# Intimate Relations (película de 1996)
Intimate Relations (Relaciones íntimas)  es una película canadiense-británica de 1996, la primera película del escritor y director Philip Goodhew. Está protagonizada por Rupert Graves y Julie Walters. La película es un drama y comedia negra sobre un joven que tiene un romance con el ama de casa de mediana edad con la que se aloja. Las cosas pronto se complican cuando la hija adolescente del ama de casa se involucra después de enamorarse del joven inquilino.
La película se desarrolla en los años 50 en los suburbios de Londres. La película muestra a los residentes hipócritamente mojigatos de una casa aparentemente respetable que, detrás de puertas cerradas, se entregan al tipo de actividades sórdidas de las que se burlarían públicamente.
Es la película debut de actor Nicholas Hoult, con tan solo 6 años de edad.

## Argumento
Marjorie Beaslie es un ama de casa de unos cuarenta años que acoge a un inquilino llamado Harold Guppey, que acaba de llegar a la ciudad para buscar a su hermano perdido hace mucho tiempo. Aunque aparentemente mojigata (ya no duerme en la misma cama que su marido, Marjorie se enamora de Harold a pesar de que él es veinte años menor que ella, y comienzan a tener una aventura clandestina. Marjorie insiste en que Harold se refiera a ella como "mamá", dándole más que un pequeño toque edípico a sus travesuras lujuriosas.
La hija menor de Marjorie es Joyce, de catorce años, una niña precoz que alterna entre tratar de actuar como adulta maquillándose y fumando cigarrillos, y actuar de manera infantil molestando a la gente con cuentos de castigos medievales y riéndose de palabras groseras.
Joyce está fascinada por Harold y con su comportamiento burlón astutamente logra que él pase de ser apático hacia ella a sentirse intrigado. Cuando Joyce descubre a Harold y Marjorie juntos en la cama, aparentemente no se da cuenta de lo que están haciendo y simplemente piensa que están teniendo una "litera" inocente. Ella les convence para meterse en la cama con ellos. Harold y Marjorie continúan sus relaciones íntimas mientras Joyce finge estar dormida y se da cuenta de lo que realmente está pasando.
Unos días más tarde, Joyce chantajea a Harold para que la lleve a un hotel a pasar la noche, donde él le da la vuelta con toda intención y propósito, pero en realidad desvía su atención haciendo todo lo contrario: la seduce antes de despreciarla.
Stanley, el marido mucho mayor de Marjorie, es un veterano de la Primera Guerra Mundial con una sola pierna que duerme en una habitación separada y no se da cuenta de las relaciones de Harold con Marjorie o Joyce, al igual que el resto de su comunidad suburbana.
Harto de verse atrapado entre una madre y una hija, que son demasiado mayores y demasiado jóvenes para él respectivamente, Harold intenta salir de casa y mudarse uniéndose al ejército y consiguiendo una nueva novia. Sin embargo, Marjorie logra chantajearlo emocionalmente para que regrese. Un día, Harold lleva a Marjorie y Joyce a un pícnic, aunque las cosas están tensas entre el trío. Después de enviar a su hija Joyce a jugar, Marjorie comienza a violar a Harold, pero Joyce regresa y golpea a su madre con un hacha. Harold entra en pánico e intenta llevar a Marjorie al auto para llevarla al hospital pero, con sangre corriendo por su rostro, Marjorie logra tomar un cuchillo que Harold deja caer y lo ataca con él. Harold lucha contra Marjorie y la mata a puñaladas. Joyce luego intenta atacar a Harold y él también la mata a puñaladas. Finalmente, Harold se apuñala en el estómago en un intento de enfatizar que sus acciones fueron en defensa propia.
Se dice en una posdata que él, el verdadero Albert Goozee, fue condenado a muerte por el asesinato de Joyce.

## Reparto
| - Julie Walters es Marjorie Beasley - Rupert Graves es Harold Guppey - Laura Sadler es Joyce Beasley - Matthew Walker es Stanley Beasley - Les Dennis es Maurice Guppey | - Amanda Holden es Pamela - Michael Bertenshaw es Mr Pugh - Elsie Kelly es Enid - Nicholas Hoult es Bobby |

## Inspiración
La película está basada en la historia real de Albert Goozee, quien fue juzgado en 1956 en Inglaterra. 
Fue arrestado después de que su casera de 53 años, la señora Lydia Leakey, y su hija de 14 años, Norma, fueran encontradas asesinadas.
Goozee fue juzgado sólo por el asesinato de la adolescente (Joyce, en la película), condenado y encarcelado de por vida. La película sigue la propia versión de los hechos de Goozee, retratándolo como un joven cada vez más desesperado atrapado en un triángulo amoroso entre madre e hija, aunque como único superviviente no hay forma de comprobar si su versión de los hechos era del todo veraz.
Goozee salió de prisión en 1971, pero fue encarcelado nuevamente en 1996, el año en que se publicó Intimate Relations, por delitos sexuales no relacionados.